# ブランドン・ウィリアムソン
ブランドン・マーティン・ウィリアムソン （Brandon Martin Williamson, 1998年4月2日 - ）は、アメリカ合衆国ミネソタ州マーティン郡フェアモント出身のプロ野球選手（投手）。左投右打。MLBのシンシナティ・レッズ所属。

## 経歴

### プロ入り前
ノースアイオワエリア・コミュニティカレッジ在学中の2018年にMLBドラフト36巡目（全体1085位）でミルウォーキー・ブルワーズから指名されたが、契約せずにテキサスクリスチャン大学へ転校した。

### プロ入りとマリナーズ傘下時代
2019年のMLBドラフト2巡目（全体59位）でシアトル・マリナーズから指名されプロ入り。傘下のA-級エバレット・アクアソックスでプロデビューし、10試合（先発9試合）に登板して防御率2.35、25奪三振の成績を記録した。
2020年は新型コロナウイルスの影響でマイナーリーグの試合が開催されず、公式戦への出場はなかった。
2021年はA+級エバレットで開幕を迎え、シーズン途中にAA級アーカンソー・トラベラーズへ昇格。2チーム合計で19試合に先発登板して4勝6敗、防御率3.39、153奪三振の成績を記録した。

### レッズ時代
2022年3月14日にエウヘニオ・スアレス、ジェシー・ウィンカーとのトレードで、ジャスティン・ダン、ジェイク・フレイリー、後日発表選手（後にコナー・フィリップスと発表）と共にシンシナティ・レッズへ移籍した。
2023年5月15日にアクティブ・ロースターに登録され、翌16日のコロラド・ロッキーズ戦にてメジャー初登板・初先発を果たした。6月13日のカンザスシティ・ロイヤルズ戦にてメジャー初勝利を挙げた。

## 詳細情報

### 年度別投手成績
| 年 度    | 球 団    | 登 板 | 先 発 | 完 投 | 完 封 | 無 四 球 | 勝 利 | 敗 戦 | セ 丨 ブ | ホ 丨 ル ド | 勝 率 | 打 者 | 投 球 回 | 被 安 打 | 被 本 塁 打 | 与 四 球 | 敬 遠 | 与 死 球 | 奪 三 振 | 暴 投 | ボ 丨 ク | 失 点 | 自 責 点 | 防 御 率 | W H I P |
| -------- | -------- | ----- | ----- | ----- | ----- | -------- | ----- | ----- | -------- | ----------- | ----- | ----- | -------- | -------- | ----------- | -------- | ----- | -------- | -------- | ----- | -------- | ----- | -------- | -------- | ------- |
| 2023     | CIN      | 23    | 23    | 0     | 0     | 0        | 5     | 5     | 0        | 0           | .500  | 491   | 117.0    | 111      | 18          | 39       | 0     | 2        | 98       | 4     | 2        | 63    | 58       | 4.46     | 1.28    |
| MLB：1年 | MLB：1年 | 23    | 23    | 0     | 0     | 0        | 5     | 5     | 0        | 0           | .500  | 491   | 117.0    | 111      | 18          | 39       | 0     | 2        | 98       | 4     | 2        | 63    | 58       | 4.46     | 1.28    |

- 2023年度シーズン終了時

### 年度別守備成績
| 年 度 | 球 団 | 投手（P） | 投手（P） | 投手（P） | 投手（P） | 投手（P） | 投手（P） |
| 年 度 | 球 団 | 試 合     | 刺 殺     | 補 殺     | 失 策     | 併 殺     | 守 備 率  |
| ----- | ----- | --------- | --------- | --------- | --------- | --------- | --------- |
| 2023  | CIN   | 23        | 6         | 8         | 2         | 1         | .875      |
| MLB   | MLB   | 23        | 6         | 8         | 2         | 1         | .875      |

- 2023年度シーズン終了時

### 背番号
- 55（2023年 - ）